# Microrregión de Pirassununga
La microrregión de Pirassununga es una de las microrregiones del estado brasileño de São Paulo perteneciente a la mesorregión Campinas. Su población, según el Censo IBGE en 2010, es de 183.687 habitantes y está dividida en cuatro municipios. Posee un área total de 1.739,911 km².

## Municipios
- Aguaí
- Pirassununga
- Porto Ferreira
- Santa Cruz das Palmeiras